# Boxrec.com
BoxRec.comは、男子・女子プロボクサーの戦績を記録したウェブサイト。サイトの目的はクインズベリー・ルール以降のすべてのプロボクシングの試合と各プロボクサーの戦績を記録することであるが、一部のアマチュアボクシング、ベアナックル・ボクシング、ムエタイ、キックボクシングの試合の戦績も掲載している。他にもボクサーのレーティング（ランク付け）の掲載や、MediaWikiを使用したボクシングの百科事典型サイト『BoxRec Wiki』の運営もしている。

## 設立
BoxRecはイギリスのヨークシャー出身で、全国石炭庁 (National Coal Board) の元コンピュータシステムアナリストであるジョン・シェパードによって設立された。シェパードは元々ボクシングの試合を見に行ったことがなかったが、1995年に"プリンス"・ナジーム・ハメドの試合をハメドの2人の兄と共に観戦した。それまでボクシングを「野蛮で下品な」見世物だと思い「席に座って人がお互いの頭を殴りあうのを見ていたが、なぜそんなことをしているのか分からなかった、飛び散った血が自分にかかったときには、たまらなく憂鬱な気分になった」と述べていたシェパードであったが、後に「ナジームのファイトを見ているうちに、頭の中で何かがひらめいた。ナジームの動きの巧妙さ、その天性は私にも明らかに分かった。もうボクシングは不快な見世物などではなかった。それは芸術であり、私は知らぬ間に歓声をあげていた」と当時の心境を語っている。
ナジーム・ハメドがプロモーターのフランク・ウォーレンと袂を分かった後、シェパードはハメドの事務所プリンス・プロモーションで2000年から働きはじめた。シェパードはマッチメイクの一助になればとイギリスの現役ボクサーの戦績データを集め始めたが、やがて全ボクサーの記録を掲載するデータベースサイトを作ることにした。こうして設立されたBoxRecは急成長し、シェパードは2005年からサイトの管理運営を専属でおこなうようになった。2008年12月、訪問者は1日あたり5万人、閲覧ページ数は70万を超え、1万7000人に及ぶ現役ボクサーの戦績と引退したボクサーの戦績約34万5000試合分を含む130万試合のデータが記録されている。

## 組織
BoxRecは世界中の多くのボランティア編集者によって更新されている。各編集者は国、また場合によってはある国内のある地域の編集を割り当てられており、各々担当する国や地域のボクサーの戦績・記録を更新する。また、データを元にしたポイント・システムで現役・引退選手の格付けも行っている。

## 日本ボクシングコミッションによる公式戦績の扱い
2018年3月22日、日本ボクシングコミッション（JBC）はタイ国所属ボクサーを招聘する際、それまでは同国コミッションの戦績証明書の添付を条件としていたが、戦績証明書の代わりにBoxrecの戦績提出を以って、それを公式戦績とすることを決定した。ただしBoxrecの戦績に重大な疑義や、明らかな誤りが認められる場合は試合を承認しないとしている。2019年5月22日にはインドネシア共和国所属ボクサーに対してもタイ国と同様の決定を行った。

## ボクシング・コミッション・コンバティブ・スポーツ協会による公式戦績の扱い
2018年8月1日、アメリカ合衆国の各州のアスレチック・コミッションを統括する組織であるボクシング・コミッション・コンバティブ・スポーツ協会（ABC）は、Boxrecをボクシングの唯一の公式記録管理機関とすることを決定した。以前は同じボクシング戦績記録ウェブサイトのFight Faxが同協会の公式記録管理機関だった。

## ボクシング関係者からの称賛
2008年7月にプロモーターのルー・ディベラ (Lou DiBella) は、BoxRecの重要さを問われて「ボクシング界でBoxRecを使ったことが無いという奴がいたら、そいつは無能かウソツキかのどちらかだ」と答えている。トップランクのマッチメーカーであるブルース・トランプラーは「最新情報が載ってないことを除けば、最高の情報源だよ」と述べている。また、ボクシングジャーナリストのトーマス・ハウザー (Thomas Hauser) が、ニューヨーク州アスレチック・コミッションのロン・スコット・スティーブンス委員長に尋ねたところ、スティーブンスは「Fight Faxは合衆国アスレチック・コミッションの公認記録員であるが、BoxRecはFight Faxを補完する以上の存在であり、多くの面でFight Faxを追い抜いている」と述べたという。

## 記録の不正確さへの批判
BoxRecはデータが正確でない、特に古い時代のボクサーの記録が正しくないとして批判されている。2005年に、BoxRecはボクシング・コミッション・コンバティブ・スポーツ協会（ABC）の公式記録員への認定申請をした。ABCは同じく申請を出したFight FaxとBoxRecに対して面接を行い、両者ABCの審査委員に対してプレゼンテーションを行った結果、Fight Faxが公式記録員に認定された。ABCは後に、FIght FaxとBoxRec両サイトの記録の正確さを下調べしたところFight Faxはほぼ100%正確であったが、BoxRecは「かなり低かった」ことを吐露している。
ボクシング・プロモーターのJ・ラッセル・ペルツ  (J. Russell Peltz)  は「人生には100%のことなどない。だがBoxRecの、特に歴史的な記録の分野では、かなり間違いが目立つ」と述べている。ESPNのダン・ラファエルは「BoxRecのデータは、編集に参加する人が多すぎるのでいつでも正確という訳ではない。リカルド・マヨルガの記録も何年も間違ったままだったし、デリック・ゲイナーの記録にも間違いがあった」と指摘している。

## WBA
2024年8月、BoxRecは、WBAがFight Faxとの提携を発表したあとに、削除した理由は何も発表していないが、突然BoxRecから歴代のWBA王座の記録や歴代のWBA王者の戦績などWBAに関する記録をすべて削除した。一部ではサウジアラビア娯楽庁トゥルキ・アル・シェイク長官によるBoxRec買収の動き（同年4月にシェイク長官とWBAは提携を発表している）や、Fight FaxのBoxRecからの記録データの盗用があったとも指摘されている。

## WBC
2023年11月、WBCは年次総会で、BoxRecがブリッジャー級を階級として認めず王座の記録や王者の戦績の掲載を拒否したため、BoxRecとの連携を停止することを発表した。